# Lina Leandersson
Lina Leandersson (Falun; 27 de septiembre de 1995) es una actriz sueca conocida por su papel protagonista en la película Déjame entrar, una historia de terror y romance basada en la novela del mismo título. Actualmente reside en Falun, su ciudad natal, con su madre Pernilla, su padrastro Johan y dos hermanas.

## Låt den rätte komma in
En esta película Lina interpreta a la vampiro Eli, que se hace amiga del personaje principal, Oscar Eriksson, un niño de doce años (interpretado por Kåre Hedebrant). Hubo una escena en la que se contaba el origen de Eli a través de flashbacks pero se eliminó. El director de la película, Tomas Alfredson, decidió alterar el tono de voz de Lina para hacerlo más grave y que pareciera menos femenino. La voz de Eli en toda la película es doblada por Elif Ceylan. En una entrevista con Dagens Nyheter, Lina comentó que "es bueno que me hayan doblado pues mi voz suena tan rara".
La interpretación de Lina Leandersson ha recibido muchos elogios de la crítica. De acuerdo con Karen Durbin de Elle, Lina "consigue evocar el aislamiento radical de Eli con un aire de cautela vigilante y una serenidad contenida en el rostro que no sólo emite un aire infantil (...)" y "es una interpretación carente de sentimentalismo que captura perfectamente la terrible soledad de una criatura que existe al margen del tiempo.". James Berardinelli elogió su interpretación "ha creado un personaje que es a la vez misterioso y atractivo", mientras que Justin Lowe del Hollywood Reporter escribió "los actores jóvenes consiguen imbuir las escenas emocionales e inquietantes con una destacada complejidad. Lina Leandersson es especialmente impresionante interpretando a la herida joven vampira que no quiere nada más que volver a ser una niña normal."
Luke Y. Thompson del LA Weekly incluso ha ido más lejos afirmando: "Cuando se trata de preadolescentes interpretando a vampiros eternos, Kirsten Dunst en Entrevista con el Vampiro era el mejor ejemplo; en Lina Leandersson creo que tenemos a una nueva campeona.".
En marzo de 2010 Lina, en el momento de la entrega del premio Jameson Empire a la mejor película de horror, aprovechó para dedicárselo a todos los niños intimidados alrededor del mundo por tener el coraje para ir a la escuela todos los días sin superpoderes, habilidades especiales o un vampiro como el mejor amigo.

## Premios
- Online Film Critics Society Awards 2008

## Otros datos
En el año 2006 fue miembro del jurado en el concurso musical sueco Lilla Melodifestivalen.

## Películas recientes
- Película Tenderness (2012) (filmando), interpreta a: Zerin
- Película The Arbiter (2012) (posproducción), interpreta a: Ronja